# Wellesley College
Wellesley College est une université privée féminine en sciences humaines située à Wellesley, près de Boston, dans l'État du Massachusetts, aux États-Unis. 

## Histoire
Elle a été fondée en 1870 par Pauline et Henry Fowle Durant, avec pour mission de « donner une excellente éducation en sciences humaines aux femmes qui joueront un rôle dans le monde ». Sa devise Non Ministrari sed Ministrare (« ne pas être servies, mais servir ») reflète la mission que l'université s'est fixée.
L'université fait partie des Sept Sœurs. Chaque année, environ 2 400 étudiantes y poursuivent leur scolarité pour obtenir un diplôme en quatre ans. Il est d'autre part possible de suivre en parallèle des études au Massachusetts Institute of Technology (MIT) situé non loin de là. L'université héberge aussi le Wellesley Center for Women, qui regroupe le Center for Research on Women (Centre de recherche sur les femmes) et le Stone Center for Developmental Services and Studies (Centre Stone pour les études et services sur le développement).
Selon le classement du magazine américain U.S. News & World Report, Wellesley se classe régulièrement parmi les cinq meilleures universités en sciences humaines des États-Unis et reste la première si l'on ne considère que les universités féminines. Le classement annuel 2018 de U.S. News & World Report classe l'admission à Wellesley comme « la plus sélective ». Pour la promotion 2025 (début de la scolarité à l'automne 2021), Wellesley a reçu 7 920 candidatures et en a accepté 1 267 (16 %).
Wellesley College a bâti de nombreux partenariats avec des universités et grandes écoles dans le monde, à l'image du partenariat passé avec Sciences Po Aix.

## Personnalités liées à l'université

### Professeurs
- Edith Abbott (1876-1957), économiste, statisticienne, criminologue, militante
- Katharine Lee Bates (1859-1929), écrivaine, poétesse, militante et professeur de littérature anglaise
- Carolyn Shaw Bell (1920-2006), professeure d'économie
- Mary Whiton Calkins (1863-1930), psychologue, philosophe et professeure d'université
- Katharine Coman (1857-1915), historienne, économiste, sociologue et éducatrice
- Michelle Coquillat (1942-1999), essayiste française
- Susan Hallowell (1835-1911), botaniste et professeure de botanique
- Elizabeth Kendall (1855-1952), professeure d'histoire et de sciences politiques
- Hazel Kyrk (en) (1886-1957), économiste
- Mathilde Laigle (1865-1950), historienne française
- Jeannette Marks (1875-1964), poète, romancière, nouvelliste
- Vladimir Nabokov (1899-1977), écrivain d'origine russe
- Susan Mokotoff Reverby (1946), professeure
- Vida Dutton Scudder (1861-1954), critique littéraire, essayiste, militante politique, professeure de littérature anglaise
- Marion Elizabeth Stark (1894-1982), mathématicienne
- Mary Alice Willcox (1856-1953), zoologiste
- Mary Emma Woolley (1863-1947), présidente de l'université pour femmes le Mount Holyoke College située à South Hadley, dans l'État du Massachusetts, et militante pacifiste

### Étudiantes
- Harriet Adams (1914), écrivaine et éditrice
- Madeleine Albright (1959), ancienne secrétaire d'État des États-Unis
- Laura Allen (1974), actrice
- Grace Andrews (1890), mathématicienne
- Katharine Lee Bates (1880), parolière de l'hymne America the Beautiful
- Jinqing Cai, (1991), femme d'affaires chinoise
- Annie Jump Cannon (1884), astronome
- Hillary Rodham Clinton (1969), ancienne sénatrice, première dame des États-Unis, et secrétaire d'État des États-Unis
- Marjory Stoneman Douglas (1912), écrivaine
- Nora Ephron (1962), scénariste et réalisatrice de cinéma
- Elizabeth Hirsh Fleisher (1914), architecte
- Crystal Marie Fleming (2004), sociologue et chercheuse américaine
- Colette Flesch (1960), escrimeuse, femme politique luxembourgeoise; ancienne vice-première ministre et ministre des Affaires étrangères
- Mary Graustein (1904), mathématicienne
- Hameeda Hossain, écrivain et féministe bangladaise, épouse de Kamal Hossain
- Abigail Harrison (2019), scientifique, vulgarisatrice scientifique, militante et personnalité de l'Internet
- Lisa Kleypas (1986), romancière
- Gail Laughlin (1890), avocate et suffragette
- Sandra Lynch (1968), juge fédérale et juge en chef à la Cour d'appel des États-Unis
- Ali MacGraw (1960), actrice
- Jeannette Augustus Marks (1895), poète, romancière, nouvelliste, dramaturge, critique littéraire, diariste, épistolière et professeure d'université
- Nergis Mavalvala (1968), astrophysicienne
- Song Meiling (1917), ancienne première dame de la République nationaliste de Chine, épouse de Tchang Kaï-chek
- Pamela Melroy (1983), astronaute
- Clelia Mosher (1891), médecin
- Olivia Parker (1963), photographe d'art connue pour ses natures mortes
- Cokie Roberts (1964), journaliste
- Diane Sawyer (1967), journaliste
- Reetika Vazirani (1984), poétesse
- Flora Zabelle (ca. 1900), actrice
- Ann Zwinger (1946), naturaliste
- Onyeka Onwenu (1952), journaliste, chanteuse, actrice, femme politique nigériane.

## Dans la fiction
Le Wellesley College est le siège de l'action du film Le Sourire de Mona Lisa (2003), avec Julia Roberts.
Miranda Bailey, personnage de Grey's Anatomy, y a fait ses études.